# NGC 6277
NGC 6277 est une paire d'étoiles située dans la constellation d'Hercule. L'astronome allemand Albert Marth a enregistré la position de cette paire le 6 juin 1864.
Note : les bases de données Simbad et HyperLeda considèrent que NGC 6276 et NGC 6277 sont une seule et même galaxie, soit PGC 59419.